# Thelairosoma melancholicum
Thelairosoma melancholicum är en tvåvingeart som beskrevs av Louis-Paul Mesnil 1970. Thelairosoma melancholicum ingår i släktet Thelairosoma och familjen parasitflugor.
Artens utbredningsområde är Madagaskar. Inga underarter finns listade i Catalogue of Life.